# جنجینوویچی
جنجینوویچی (به لاتین: Đenđinovići) یک منطقهٔ مسکونی در مونته‌نگرو است که در شهرداری بار واقع شده‌است. جنجینوویچی ۳۵۲ نفر جمعیت دارد.